# Big Creek Park
Big Creek Park är en park i Kanada. Den ligger i provinsen British Columbia, i den sydvästra delen av landet, 3 500 km väster om huvudstaden Ottawa. Big Creek Park ligger 1 878 meter över havet.
Terrängen runt Big Creek Park är kuperad åt sydost, men åt nordväst är den platt.Trakten runt Big Creek Park är nära nog obefolkad, med mindre än två invånare per kvadratkilometer.. Det finns inga samhällen i närheten.
I omgivningarna runt Big Creek Park växer i huvudsak barrskog.